# Зенон (цар)
Флавије Зенон Август (лат. Flavius Zeno Augustus; 425-491) је био цар Источног римског царства (9. фебруар 474.-9. април 491.) и то један од истакнутијих византијских царева. Домаће побуне и религиозна неслагања загорчавали су његову владавину, која је ипак успела у некој мери на спољном плану. Владао је током раздобља краја Римског царства, а сам је доста допринео да се царсво на Истоку стабилизује.

## Војна каријера
Потиче из подручја данашње Јерменије. Звао се Тарасикодиса и припадао је Исавријанцима. Исавријанци су били, како се сматра преци Курда, а Римљани су их сматрали варварима, иако су били римски грађани више од два века. Добро познат као ратник, Тарасикодиса је привукао пажњу цара Лава у 460-тим, кад је цар Лав I тражио алтернативу све непоузданијим германским и аланским плаћеницима. Показао је да је Ардабур издајица. То је био син главног источног војног команданта Аспара, који је припадао Аланима.
Већ 468. године цар Лав I почиње сматрати Тарасикодису најбољим генералом, јер су се остали генерали показали толико некомпетентни (а можда и издајници), да су у рату против Вандала довели византијску флоту до тешког пораза.

## Узимање имена Зенон
Док је Тарасикодиса ратовао по Тракији, једва је избегао атентат који му је припремио Аспар. Аспар је због тога убијен по наређењу цара Лава, а Тарасикодиса по повратку у престоницу постаје главни војни командант (magister militum).
Да би био прихватљивији римској хијерархији, а и грчком становништву Константинопоља, Тарасикодиса усваја грчко име Зенон и користи га цели живот након женидбе 468. године са Аријадном, кћерком цара Лава. Тиме је цар Лав I добијао исавријску подршку. Зенонов син ће постати цар Лав II, после смрти деде 473. године.
У међувремену Зенон је успешно водио војне походе. Истерао је Вандале из Епира, који су ови заузели 469. године. Хуни и Гепиди су упадали јужно од Дунава, па је Зенон послао војску против њих.
Пошто је Лав II био премлад да сам влада, Аријадна и њена мајка су убедили Зенона да дели царску титулу, што је и учињено 9. фебруара 474. Кад је 17. новембра након болести умро Лав II, Зенон постаје једини цар.

## Владавина

### Непопуларност, бег у Антиохију и повратак
Зенон је био непопуларан и међу људима и у сенату због страног порекла. Верина, жена цара Лава, потицала је побуну против Зенона и омражених Исавријанаца у корист свог брата Василиска. Зенон бива присиљен да напусти Константинопољ јануара 475. године и одлази у Антиохију. Василиск је био неопуларан, а власт огрезла у корупцији. Један његов генерал је побегао Зенону. Све то је омогућило лак повратак Зенону. У Антиохији скупља армију, углавном од Исавријанаца и улази у Константинопољ августа 476. године.

### Споразум са Одоакаром
Одоакар је свргао 4. септембра 476. године последњег западно-римског цара Ромула Августула. Постао је први варварски краљ Италије. Тражио је од Зенона да га призна врховним командантом (патрицијем) на подручју Италије са намером да заправо влада без цара. Зенон је то одобрио и тиме је само теоретски постао први цар уједињеног Римског царства након 395. године. У ствари Зенон је отписао запад, а Одоакар је владао без контроле, све док Одоакар није прекршио споразум са Зеноном.

### Споразум са Вандалима
У исто време Зенон је послао мисију у Картагину, са намером да се склопи трајни мировни споразум са Вандалима. Вандали су вршили сталне нападе на западне градове и трговачку флоту. Склапајући споразум са Вандалима Зенон им признаје независно краљевство са свим територијама које су освојили, а Вандали престају са нападима на градове и трговачку флоту. Тај мир је владао следећих 50 година.

### Невоље са Остроготима
Од 472. двојица остроготских вођа Теодорик Велики и Теодорик Страбон су била стална опасност. Понекад би Зенон успевао да их завади једног против другога, али и они су се мешали у његове династичке борбе. Морао је да их плаћа и давао им је високе положаје да би их одвратио од напада на Константинопољ. Теодорик Велики је постајао све већи проблем на Балкану. Зенон решава проблем тако да га наводи да 487. године нападне Одоакара и да оснује остроготско краљевство у Италији. Тиме је Зенон елиминисао германско присуство на истоку.

## Грађански рат након његове смрти
Пошто није имао друге деце, осим умрлог сина, након смрти 491. године његова царица Аријадна протура за цара једног од нижих дворских чиновника Анастасија, који се венчао с њом 40 дана након Зенонове смрти. То је почетак грађанског рата. Против њих се диже Лонгин, брат Зенонов, са својим земљацима Исавријанцима. Лонгина су ухватили и протерали у Египат, али устанак се разбуктао толико по Исаврији, да је византијској војсци требало 3 године да га угуши, а Исавријанце су раселили и населили у Тракији.